# Kniven i vattnet
Kniven i vattnet är Roman Polanskis första långfilm inspelad i Polen 1962. Filmen är den första polska film som Oscarsnominerats i kategorin bästa icke-engelskspråkiga film.
Två män och en kvinna spelar maktspel på en båt. Det rör sig om en knivskarp psykologisk komedi.

## Handling
Ett ungt par är på väg i bil en söndagsmorgon till sin segelbåt. I filmens inledning ligger kameran hela tiden mot vindrutan och tittar på de två genom glaset. Ingen dialog hörs, men efter några minuter vet åskådaren ändå "allt" om deras äktenskap. Han kritiserar hela tiden hennes körsätt, på vilket hon svarar fåordigt och överslätande. När han ingriper i körningen, stannar hon bilen, går ut och sitter in på passagerarsidan utan ett ord. Mannen tar över körningen, medan bilradion fortsätter att spela Chopin. Dialogen tar fart just när en liftare dyker upp. Han går inte ur vägen, utan paret kör nästan på pojken. Denne får åka med dem i bilen, men han blir oupphörligen utskälld av mannen vid ratten. Redan här står det klart att mannen vill ha pojken i underläge. Han är en ung student, som inte tycks äga mer än sitt par jeans, lite kläder till och en stor fin kniv. Väl framme vid båtbryggan lastar paret ur sina tillhörigheter, klär om och börjar rigga båten. Den äldre mannen går motvilligt med på att ta med studenten på segelturen för att ha någon att kommendera. Hustrun anar hans baktanke att kunna terrorisera pojken men kommenterar inget.
När de tre kommit ut på sjön, börjar konflikten på allvar. Mannen visar sig vara en arrogant, självsäker och ointelligent buffel, medan pojken är en känslig impulsiv natur, som lider mycket den förödmjukande behandling som han blir utsatt för. Kvinnan söker hålla sig mitt emellan dem som ett vattentätt skott för att det inte ska bli någon katastrof av de ständiga kontroverserna. Hon har inga repliker, förrän filmens handling avancerat ganska långt. Det är dock om henne som hela filmen kretsar. Männen blir bara två tuppar, som slåss om hennes gunst. Hennes man verkar inte alls övertygad om att han är den mest attraktive. Därför har han tagit med den yngre på utflykten, som annars skulle riskerat bli ren tristess med endast makarna som aktörer. Konflikten skärps och mannen råkar tappa studentens kniv i sjön. De båda börjar slåss, varvid pojken faller i. När han inte dyker upp, grips mannen av panik. Nu exploderar hustrun och förebrår honom hans uppträdande. Episoden slutar med att mannen kastar sig i vattnet för att hämta polisen.
Pojken var dock väl simkunnig och har bara låtsas drunkna. Nu dyker han upp i båten, genomvåt och rädd. Kvinnan tar hand om honom och det hela leder till att de har sex med varandra. Resultatet kan uppfattas som en utlösning på hela konflikten. I gryningen ger sig pojken av från båten och kvinnan styr i land till den ilsket väntande mannen. På hemvägen i bilen håller hon honom länge ovetandes, men avslöjar till sist hur det hela avlöpt. Mannen tror henne inte, i vart fall inte på punkten att hon skulle varit otrogen. Den lögnen menar han vara alltför grov för att han ska gå på.
Filmen lämnar de två sittande i bilen vid en vägkorsning.

## Om filmen
Filmen är inspelad vid Masuriska sjöarna och Pojezierze Mazurskie i Polen. Den hade premiär i Polen den 9 mars 1962. Den svenska premiären var den 9 december 1963 med åldersgränsen 15 år. Långfilmen var Roman Polanskis regidebut och den enda film som han gjorde i sitt hemland Polen. Dessförinnan hade han bara gjort tre kortfilmer.
Triangeldramat har liksom Wajdas Nattens lekar gått till filmhistorien. Polanski är dock i motsats till Wajda en regissör som varken hyser medlidande eller någon förhoppning om dessa människors förmåga att tina upp sina känslor. Mannen är en förstenad, frusen individ som endast tar sikte på självhävdelse. Ynglingen är rebellisk och upprorisk, men han kommer till sist att sluta som den andre; i känslokyla och arrogans. Kvinnan är den mest sympatiska av de tre: något av en bredhöftad urmoder med ett flertydigt Mona Lisa-leende. Hon tröstar den som behöver det, här den unge förfördelade pojken. Hennes man kan lika litet som pojken förstå hennes motiv, vilka hon inte finner mening att söka klargöra. Den värme hon visar verkar ingen av männen vilja ha eller kunna tillgodogöra sig.
Torsten Manns står för en av de första svenska recensionerna och skriver (1964):
Kniven i vattnet är en oerhört tät film utan döda punkter. Ingenting överflödigt finns i detta makalösa scenario; inte heller rekvisitan innehåller några onödiga detaljer. Vi tvingas hela tiden följa dessa tre människors försök att komma överens. Det är ett slags kallt krig, som inte blir mindre kusligt för att man upplever det så exakt iakttaget.
Filmen blev i samma Chaplin-nummers topp-lista av nio filmkritiker belönad med medelpoängen 5,6 av maximalt sju, vilket är mycket högt.
Båten som används i filmen ägdes för övrigt tidigare av Hermann Göring.

## Rollista (komplett)
- Leon Niemczyk - Andrzej
- Jolanta Umecka - Krystyna
- Zygmunt Malanowicz - ung man
- Anna Ciepielewska - Krystyna (röst) (ej krediterad)
- Roman Polanski - ung man (röst) (ej krediterad)

## Musik i filmen
Bernt Rosengren spelar ledmotivet på altsaxofon

## Utmärkelse
- 1962 - Filmfestivalen i Venedig, FIPRESCI Prize, Roman Polanski